# Ottavio Branciforte
Ottavio Branciforte (Palermo, 29 novembre 1599 – Acireale, 14 giugno 1646) è stato un vescovo cattolico italiano.
Fu chiamato a reggere la diocesi di Catania dal 1638 al 1646, a cinque anni dalla morte del vescovo Innocenzo Massimo. Appartenente ad una delle prime famiglie del Regno di Sicilia, 
imparentata con l'imperatore Carlo V, fu una figura di primo piano nella società siciliana del XVII secolo. Per il nobile ecclesiastico Branciforte, i pilastri della società erano costituiti dalla religione e dalla prudenza, impersonati da Ignazio di Loyola e dal conte-duca de Olivares. A "Octavio Brancifortio" lo storico Rocco Pirri dedicherà il terzo capitolo della sua opera editoriale sui vescovi siciliani.

## Vita e carriera ecclesiastica
Primogenito di sei fratelli e tre sorelle, Ottavio, « nobile tralcio dell'Ill.ma famiglia » Branciforte, nasce a Palermo, nel 1599, dal matrimonio in seconde nozze di Ercole Branciforte Settimo - primo duca di San Giovanni, quinto conte di Cammarata e capostipite dei principi di Scordia, dei conti S. Antonio e dei Duca Branciforte - con Agata Lanza dei principi di Trabia.
Intraprese gli studi umanistici presso il collegio dei padri gesuiti di Palermo, giungendo alla laurea in teologia e diritto canonico, conseguita probabilmente a Messina intorno al 1623.

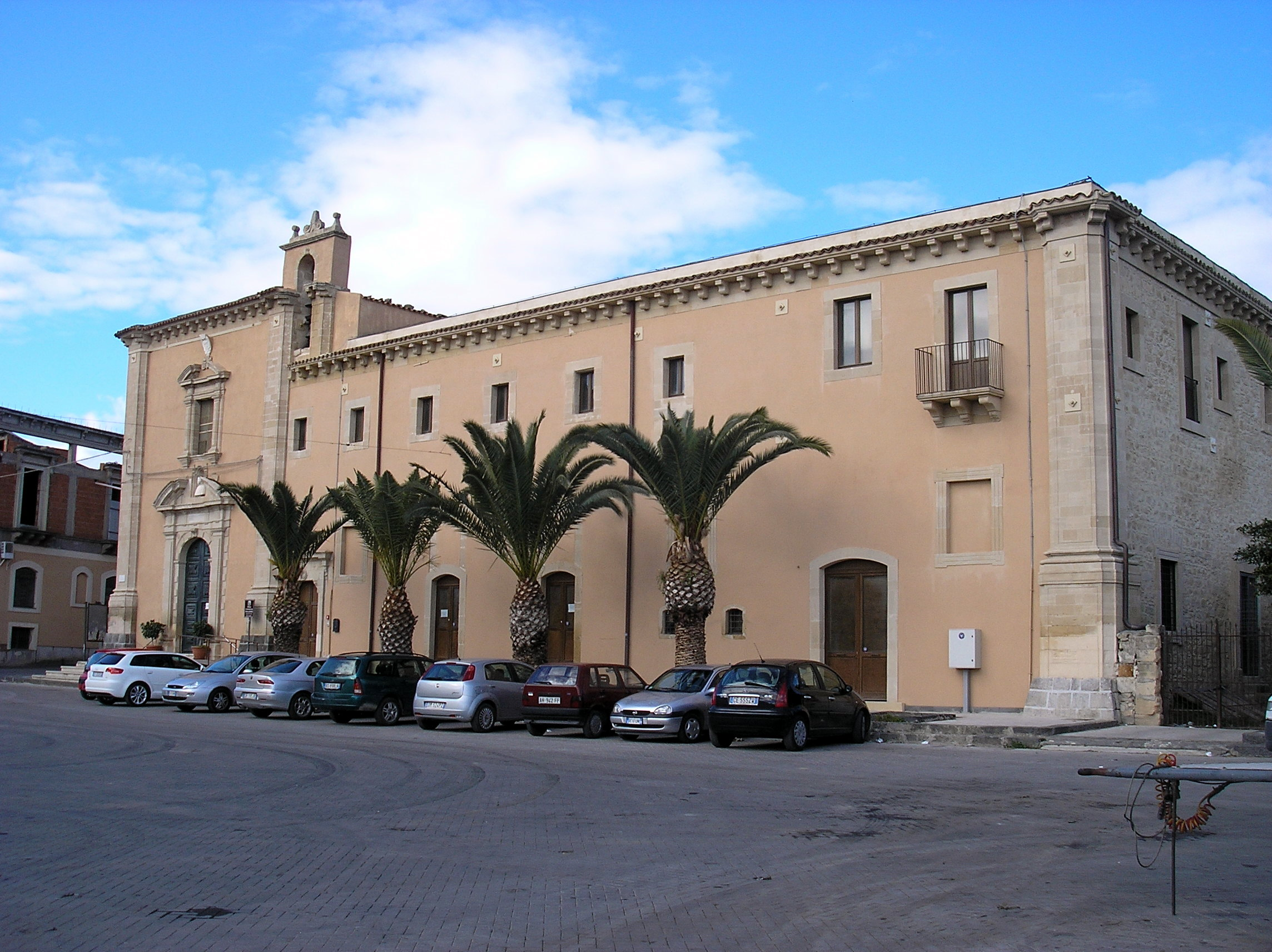
La chiesa di Sant'Antonio a Scordia e l'annesso convento dei frati francescani riformati. Edifici fortemente voluti dal Vescovo Ottavio, il cui busto marmoreo è collocato in una nicchia sovrastante il timpano del portale.

Fu incaricato, nel 1626, dal viceré di Sicilia Emanuele Filiberto di Savoia, capo della delegazione incaricata per traslare alla corte di Spagna alcune reliquie di S. Rosalia, il cui corpo era stato da poco scoperto a Palermo in una grotta del monte Pellegrino.
Branciforte proseguì probabilmente alla corte di Filippo IV la sua formazione culturale, conquistandosi la fiducia e la protezione del primo ministro il Conte Duca Gaspar de Guzman de Olivares e del nunzio apostolico Giovanni Battista Pamphilj (il futuro papa Innocenzo X). Qui diventa il primo fra i siciliani a ricevere il titolo di "sommelier di cortina" del re. Inoltre, dovette ricevere l'ordinazione sacerdotale dal Pamphilj, a Madrid, verso il 1628.
A soli trentatré anni, nel 1632, fu presentato dal re spagnolo per la sede vescovile di Cefalù.
Il rituale processo informativo fu presieduto dal nipote di Urbano VIII, il cardinale Francesco Barberini, e si svolse il 4 gennaio 1633. La bolla di nomina di Branciforte risale al 10 gennaio 1633, segue la consacrazione episcopale che riceve dalle mani del cardinale Giovanni Battista Pamphilj.
Le «Constilutiones» del sinodo celebrato nella diocesi di Cefalù, promulgate nel 1635, espressero una netta condanna - oltre che del concubinaggio, meretricio, usura ed eresia - di innumerevoli manifestazioni di credulità popolare, patti col diavolo, incantesimi, malefizi.
Durante il periodo del suo governo pastorale nella diocesi di Cefalù, segno ulteriore della stima che godeva presso le autorità politiche, Branciforte presiede due sessioni del parlamento generale siciliano nel 1635 e nel 1636. Nell'intestazione degli atti vescovili egli amava fregiarsi del titolo: « Octavius Brancifortius a Cortina et Consiliis Philippi magni Regis catholici »..
Nel 1636 è inoltre incaricato assistente al soglio pontificio.
La diocesi di Cefalù costituiva per molti vescovi la sede di avvio per concorrere a incarichi di maggior prestigio. Infatti, Ottavio Branciforte, dopo aver dato buona prova delle sue capacità di governo, nel 1638 fu presentato dal re per la sede di Catania. La bolla di nomina segna la data del 21 marzo 1638.

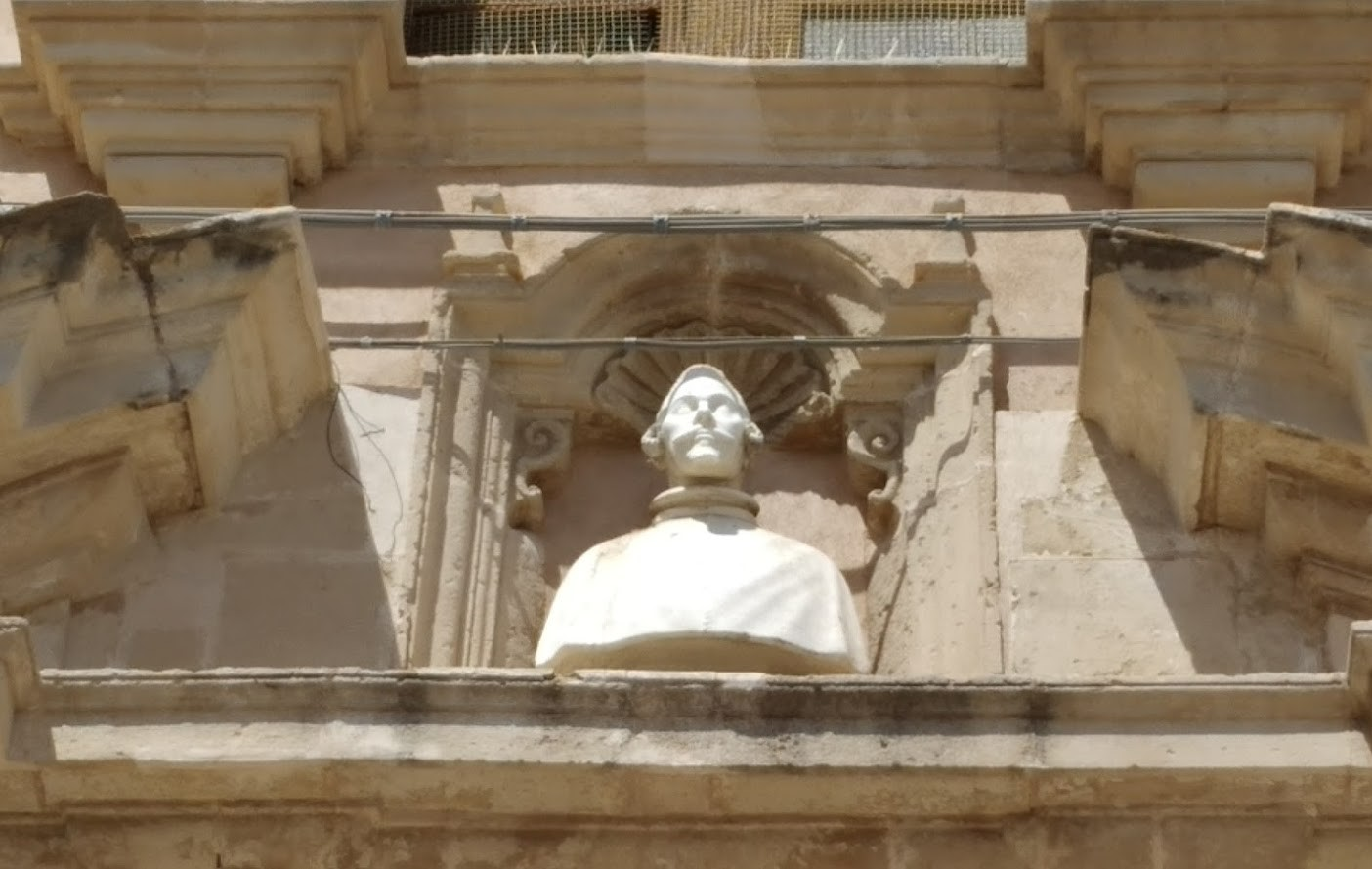
Il mezzobusto marmoreo di Ottavio Branciforte posto al di sopra del portale della chiesa di Sant'Antonio al Convento a Scordia edificata nel 1644.

Fra i documenti, presentati al secondo processo informativo per il trasferimento di Ottavio Branciforte da Cefalù a Catania, c'è una importante lettera di presentazione inviata dal re Filippo IV al suo ambasciatore, il marchese di Castel Rodrigo Francisco de Moura, di cui né Gams né Eubel hanno tenuto conto nella loro ricerca: « Essendo vacato la chiesa et vescovato di Catania nel mio Regno di Sicilia per morte di Don Innocentio de Massimi et toccando a me, come mi tocca la nominatione et presentatione di essa, per esser al mio patronato reale, ho nominato ad esso Don Ottavio Branciforte, vescovo di Cefalù, che fu mio sumillier di cortina, per esser persuaso che mediante la sua bontà, prudentia, lettere, nobiltà et altre buone parti et meriti che in esso concorrono, sarà quella Chiesa così ben governata et amministrata come conviene al servicio di Dio nostro Signore et scarico della mia coscienza, con reservatione di 8.400 ducati di pensione, quali tengo per bene d'imporre sopra li frutti del detto vescovato in favore delle persone che seguono: alli luoghi santi di Gerusalemme mille scuti; alli figli del principe Tommaso, mio cugino, due mila et duecentoquarantasei, a don Melicio, vescovo di Amasia nel mar Nero, duecento; a don Vespasiano Gonzaga, figlio del duca di Guastalla, mille; a fra Giovanni di Sant'Agostino, quattrocento; a Giovanni Carlo Paceno, canonico regolare dell'ordine premostratense, duecento; a don Eugenio Carnero, trecentotrentacinque; a don Pietro Villani 300; a Andrea Tareziglia, 200; a don Antonio Dobles Viliafeno, 200; a don Mansueto Meroti, 500; al conte Bilia 200; a don Giacomo Gatti 100; a Francesco Gambacorta 119 nella qual conformità sarò servito et così ve lo incarico acciò come patron che sono della detta Chiesa e vescovato di Catania in mio nome et in virtù della mia lettera che anderà con questa per il nostro molto Santo Padre, nel che mi rimetto a voi anteponiate et presentiate a Sua Santità il detto don Ottavio Branciforte, supplicando sua benedizione che abbia per bene di provederlo al detto vescovato a mia presentazione et commandare che con la riserva delli ducati ottomila et quattrocento di pensione se li spediscano le bolle et recapiti necessari nella forma che si usa et io mi rallegro di quello che in questo farrete. Di Madrid a XII di decembre 1637. Io il Re ».
La città di Catania e la diocesi di Catania attraversavano un momento difficile: la grave crisi economica, determinata da scelte politiche infelici e dalla disastrosa gestione dei re di Spagna, provocano accesi attriti delle classi dirigenti e il risentimento popolare nei confronti del governo spagnolo. La sede vescovile catanese, per quasi cinque anni, era rimasta vacante e l'ultimo vescovo, il romano Innocenzo Massimo, dopo essersi inimicate le autorità di Enna e di Catania, era stato costretto ad allontanarsi per un lungo periodo dalla diocesi. Pertanto Branciforte, malgrado fosse una persona di fiducia del re, rischiava di essere coinvolto nell'avversione al regime.
Il 23 aprile 1638, Ottavio Branciforte prende possesso dell'incarico vescovile per procura data al fratello Antonio, futuro principe di Scordia. Il 6 maggio giunge inaspettato a Catania, ampliando la Cattedrale di Sant'Agata con nuovi arredi d'argento di scuola palermitana. Stabilì nel suo governo i Carmelitani scalzi della riforma di S. Teresa, detti perciò teresiani.
Neppure negli anni a venire, la situazione si normalizzerà sotto il vulcano. Il vescovo di Catania, dopo essersi occupato di «ampliare e decorare il suo palazzo e dopo aver richiamato l'abolita dignità di arcidiacono nella cattedrale con assai buono salario la diede ad un suo fratello»; dopo aver impiantato un giardino nella zona di Cifali, a nord della città, che «per le amenità che vi trattenevano le copiose acque che lo innaffiavano era il più delizioso luogo di quei contorni», entra in rotta di collisione dovuto a tensioni, mascherate da questioni di precedenza e di cerimoniale, contro il Senato, impegnato in quegli anni a ricomprare i casali della città, precedentemente venduti per sovvenire alle spese militari della corona spagnola.
Un episodio significativo avvenne nel febbraio del 1643, in occasione della visita del viceré Alfonso Henriquez de Cabrera, conte di Modica, ospite a Catania per partecipare alle celebrazioni in onore di Sant'Agata. Quando l'ammiraglio si reca in cattedrale con il suo seguito e con le autorità cittadine per assistere alla messa, si pone il problema diplomatico del rituale e dell'ordine con cui i presenti dovevano stare accanto al viceré. Un altro spiacevole, e ancor più grave episodio, si verifica nel successivo mese di aprile e che segnò la rottura definitiva fra il vescovo Branciforte e le autorità.

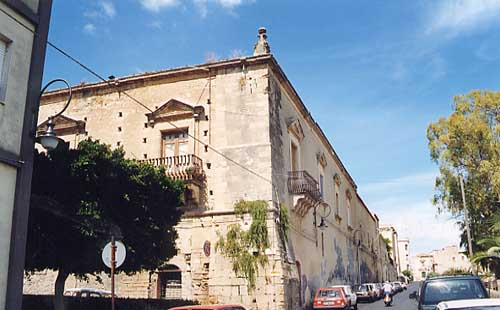
Palazzo Branciforte a Scordia, residenza del fratello Antonio, principe di Scordia, dove il Vescovo si rifugiò per un periodo dopo la Pasqua del 1643.

Durante le cerimonie di pasqua, il lunedì del 6 aprile 1643, mentre si celebrava la festa della Madonna della Consolazione nella chiesa dei ss. Cosimo e Damiano di Catania, il vescovo, si offese per aver trovato al posto di onore i drappi delle autorità cittadine invece del suo, quindi ordinò ai servi di rimuoverli.
Ne nacquero così tali screzi tanto da costringere il vescovo Branciforte a lasciare la città di Catania, rifugiandosi per qualche tempo a Scordia, dal fratello principe Antonio, per poi chiedere il trasferimento dapprima a Palermo e successivamente a Roma; infine la decisione di tornare in Sicilia per stabilirsi ad Aci Aquileia (oggi città di Acireale).
Inutili tutti i tentativi di far rientro a Catania, nonostante la mediazione del viceré de Cabrera. Alla sua decisione di ritornare in città, in occasione dei festeggiamenti per S. Agata, il Senato abolì la festa. I casali etnei furono ricomprati nel 1652, per 149.500 scudi, e la perorazione di questo affare presso la Magna Curia di Palermo fu condotta dal vescovo Marc'Antonio Gussio, succeduto a Branciforte.
La nomina nel 1644 di Innocenzo X, il cardinale Pamphilj, amico e protettore del Branciforte, non ebbe un esito positivo. La sua aspirazione a diventare cardinale non poté verificarsi, venuti meno gli appoggi di un tempo sui quali aveva contato.
Muore ad Acireale il 14 giugno 1646.
Tra i suoi scritti Branciforte lascia almeno le due relazioni catanesi "ad limina" del 1640 e del 1646; ancor prima, l'opera Mercatus eloquentiae, il cui manoscritto rimase inedito e andò disperso dopo la sua morte assieme alla ricca biblioteca; De animorum perturbationibus, scritto nel 1642, di cui però pubblica solo due dei tre volumi che aveva in progetto, ulteriore prova concreta della solida preparazione umanistica di Branciforte, nonostante l'imperante ideologia veteronobiliare.

## Scritti
- Mercatus eloquentiae, idest de arte Rethorica & linguae latinae ornatu, s.d.
- Constitutiones Synodales editas anno Domini M.DC.XXXV, Panormi apud Decium Cyrillum, 1636.
- De animorum perturbationibus subsecivarum cogitationum, pars I et II, in nostro Catanae palatio, per Iosephum Bisagna typographum cameralem, 1642, voll.2.

## Genealogia episcopale
La genealogia episcopale è:
- Cardinale Guillaume d'Estouteville, O.S.B.Clun.
- Papa Sisto IV
- Papa Giulio II
- Cardinale Raffaele Riario
- Papa Leone X
- Papa Paolo III
- Cardinale Francesco Pisani
- Cardinale Alfonso Gesualdo
- Papa Clemente VIII
- Cardinale Pietro Aldobrandini
- Cardinale Laudivio Zacchia
- Papa Innocenzo X
- Vescovo Ottavio Branciforte